# Bandera de Puigdàlber
La bandera oficial de Puigdàlber té la següent descripció:
Bandera apaïsada de proporcions dos d'alt per tres de llarg, verd fosca de 4/9 al costat de l'asta, vermella, de 3/9 a continuació, i blanca de 2/9 al costat del vol.
Va ser aprovada l'1 d'agost de 2000 i publicada en el DOGC el 10 d'agost del mateix any amb el número 3202.